# 演歌・歌謡曲
演歌・歌謡曲（えんか・かようきょく）は、日本のポピュラー音楽のうち演歌と歌謡曲を包摂して扱うためのジャンルである。

## 概要
1990年代以降、若者好みの楽曲がヒットチャートを独占することが多くなり、中高年層が好む楽曲が目立たなくなったことから、J-POP（総合チャート）とは別に演歌をはじめとした中高年層に好まれる楽曲群を一つのジャンルとして扱ったもの。「中高年向きの、J-POPではない音楽」あるいは「J-POP以前のスタイルを引き継ぐ音楽」。

## 歴史
1990年代にJ-POPという言葉が、主流的なレコード歌謡のほとんどを包摂するようになり、J-POPという言葉が流布される以前のスタイルを引き継ぐ、中高年向きの新作楽曲がJ-POPとは別立てで扱われるようになる。

## 演歌以外でこれに含まれる主な楽曲
「演歌・歌謡曲」として扱われる演歌以外の楽曲のうち、オリコン総合チャートにおいてもトップ10入りしたことのある主な楽曲は次のとおり。
- 2006年（平成18年）発表
  - 『千の風になって』 （秋川雅史） [1]
- 2007年（平成19年）発表
  - 『吾亦紅』 （すぎもとまさと） [1]
- 2008年（平成20年）発表
  - 『愛のままで…』 （秋元順子） [1]